# Schefflera sarasinorum
Schefflera sarasinorum là một loài thực vật có hoa trong Họ Cuồng cuồng. Loài này được Harms ex Koord. miêu tả khoa học đầu tiên năm 1904.